# 1106 en santé et médecine
| Années de la santé et de la médecine : 1103 - 1104 - 1105 - 1106 - 1107 - 1108 - 1109    |
| Décennies de la santé et de la médecine : 1070 - 1080 - 1090 - 1100 - 1110 - 1120 - 1130 |

## Divers
- Malgré les interdits, des dissections sont pratiquées sur les cadavres de brigands capturés à Suzhou, en Chine[1], dont sera tiré le Cun zhen tu, ouvrage d'anatomie « considéré comme très utile aux médecins[2] ».
- Gravement blessé, le roi de Jérusalem Baudouin Ier défend à ses médecins d'étudier son cas sur le cadavre d'un prisonnier, mais il le leur permet sur un ours[3].

## Fondations
- À Saint-Omer, un certain Winrad fonde sur le chemin d'Arques, au lieu-dit la Madeleine, une maison hospitalière pour les lépreux[4],[5].
- Fondation du prieuré augustinien de St. Mary Overie qui est à l'origine du « plus grand hôpital d'Angleterre », le St. Thomas' Hospital de Londres, à Southwark[6].
- Dans le testament de Loup-Eneco, vicomte de Baïgorry, première mention d'un hôpital de pèlerins ultérieurement dépendant du prieuré Saint-Nicolas d'Harambeltz, à Ostabat, en Basse-Navarre[7].
- Une léproserie (« domus Lazarorum ») est mentionnée à Pont-Audemer, en Normandie, à l'endroit où sera fondé le prieuré Saint-Gilles en 1135[8].
- Fondation à Arras, en Flandre, de la confrérie de Notre-Dame-des-Ardents, inspirée à l'évêque Lambert par le miracle du Saint-Cierge, survenu l'année 1105 précédente pendant une épidémie d'ergotisme[10].
- Vers 1106 : construction d'un hospice de pèlerins à Mezzaratte, près de Bologne[11].
- Entre 1106 et 1135 : fondation de la léproserie du Mont-des-Malades, au nord-ouest de Rouen en Normandie, placée sous la protection de la famille royale anglo-normande puis, à partir de 1204, sous celle des rois de France[12].

## Ouvrage
- Vers 1106 : Ibn Baklārish (fl. c.1085 – 1110) rédige son Kitāb al-Mustaʿīnī, traité sur les médicaments simples dédié à al-Musta'in II, roi de la taïfa de Saragosse[13].

## Personnalité
- 1082-1106 : fl. Jean, médecin de l'abbaye de Saint-Aubin d'Angers[14].

## Naissance
- Guo Yong (mort en 1187), médecin chinois, auteur du Shanghan buwang lun  (1181), ouvrage consacré aux « dommages causés par le froid[15] ».